# Gentofte Sportspark
El Gentofte Sportspark es un estadio multiusos ubicado en Copenague, capital de Dinamarca. Actualmente es la sede de los equipos de fútbol Hellerup IK y Jægersborg BK, del Copenhagen Towers de fútbol americano y del Gentofte BK de bádminton.

## Historia
El estadio fue inaugurado el 27 de septiembre de 1942 ante 20,000 espectadores, aunque su capacidad es de 15,000.
Se construyó una nueva tribuna para 5,000 espectadores en 1954. Se añadieron más campos de fútbol, un campo de arquería y una pista de hielo en 1965. Se planeó una arena bajo techo con piscina incluida que terminaron siendo construidas en 1969 y más tarde expandieron el terreno en 1970-1972. Se construyó una pista de patinaje en 2010.

## Conciertos
El Gentofte Stadion ha sido sede de los siguientes conciertos:
- Genesis - Invisible Touch Tour - 5 de junio de 1987
- Pink Floyd - A Momentary Lapse of Reason Tour - 31 de julio de 1988
- Tina Turner - Foreign Affair: The Farewell Tour - 22 de mayo de 1990
- Prince & The New Power Generation - Nude Tour, con Mavis Staples - 4 de junio de 1990
- ZZ Top - Recycler World Tour , con Bryan Adams - 12 de junio de 1991
- AC/DC, Metallica, Pantera, Mötley Crüe, Queensrÿche & The Black Crowes - Monsters of Rock - 10 de agosto de 1991
- Michael Jackson - Dangerous World Tour - 20 de julio de 1992 (Todo vendido ante 30,000 espectadores.[2])
- Metallica - Nowhere Else to Roam Tour, con The Cult & Suicidal Tendencies - 28 de mayo de 1993
- Guns N' Roses - Use Your Illusion Tour - 8 de junio de 1993
- U2 - Zoo TV Tour, with PJ Harvey & Stereo MC's - 27 de julio de 1993
- The Pussycat Dolls - Doll Domination Tour - 22 de agosto de 2009